# 織田長次 (内膳)
織田 長次（おだ ながつぐ、生没年不詳）は、江戸時代の人物。父は織田俊長。正室は不詳。子に則長（大和柳本藩士）、恒真、女子1人（諱は太嶺院。前田利常養女となり、加賀藩士青山長正の孫青山吉隆へ嫁した。）。通称は内膳。号は松斎。